# 스포르트 보이스
스포르트 보이스(Sport Boys)는 페루 카야오를 연고로 하는 축구 클럽이다. 이 팀은 1927년 7월 28일에 창단되었다. 현재는 페루 프리메라 디비시온에 참가하고 있다.

## 역대 감독
| 감독            | 임기 |
| --------------- | ---- |
| 호르헤 삼파올리 | 2003 |